# Indijk (Utrecht)
Indijk est une ancienne commune et un hameau situés dans la commune néerlandaise de Woerden, dans la province d'Utrecht.

## Histoire
Ancienne seigneurie hollandaise, Indijk a été une commune indépendante avant 1812 et du 1er avril 1817 au 13 janvier 1821. Entre 1812 et 1817 et à partir du 13 janvier 1821, Indijk a été rattachée à la commune de Harmelen, aujourd'hui intégrée dans la commune de Woerden. Le 1er janvier 1821, quelques jours avant sa suppression comme commune indépendante, Indijk passait de la Hollande-Méridionale à Utrecht.
En 1840, la commune comptait 37 maisons et 290 habitants.